# Lymantria dulcinea
Lymantria dulcinea este o specie de molii din genul Lymantria, familia Lymantriidae, descrisă de Butler 1882 Conform Catalogue of Life specia Lymantria dulcinea nu are subspecii cunoscute.